# Vorderer Gorlos
Der Autonome Kreis Vorderer Gorlos der Mongolen (chinesisch 前郭尔罗斯蒙古族自治县, Pinyin Qiánguō'ěrluósī Měnggǔzú Zìzhìxiàn, mongol. ᠡᠮᠦᠨᠡᠳᠦ ᠭᠣᠷᠯᠣᠰ Өмнөд Горлос Ömnöd Gorlos) in der bezirksfreien Stadt Songyuan (松原市) ist ein autonomer Kreis in der chinesischen Provinz Jilin. Sein Hauptort ist die Großgemeinde Qianguo (前郭镇).
Die Fläche beträgt 5.902 Quadratkilometer und die Einwohnerzahl 607.640 (Stand: Zensus 2010).
Der in seinem Verwaltungsgebiet liegende „Weiße See“ ist einer der größten Süßwasserseen Chinas.

## Administrative Gliederung
Auf Gemeindeebene setzt sich der Kreis aus neun Großgemeinden und sechzehn Gemeinden zusammen. Diese sind:
- Großgemeinde Qianguo 前郭镇
- Großgemeinde Xinmiao 新庙镇
- Großgemeinde Changshan 长山镇
- Großgemeinde Wangfuzhan 王府站镇
- Großgemeinde Shenjingzi 深井子镇
- Großgemeinde Chaganhua 查干花镇
- Großgemeinde Wulantuga 乌兰图嘎镇
- Großgemeinde Balang 八郎镇
- Großgemeinde Halamaodu 哈拉毛都镇

- Gemeinde Wulantala 乌兰塔拉乡
- Gemeinde Dongsanjiazi 东三家子乡
- Gemeinde Wulan’aodu 乌兰敖都乡
- Gemeinde Gudian 孤店乡
- Gemeinde Mujia 穆家乡
- Gemeinde Menggutun 蒙古屯乡
- Gemeinde Taohaotai 套浩太乡
- Gemeinde Chongxin 重新乡
- Gemeinde Jilatu 吉拉吐乡
- Gemeinde Xinli 新立乡
- Gemeinde Changlong 长龙乡
- Gemeinde Dashan 大山乡
- Gemeinde Hongquan 洪泉乡
- Gemeinde Daliba 达里巴乡
- Gemeinde Baodian 宝甸乡
- Gemeinde Pingfeng 平凤乡